# Parque Tejo
El Parque Tejo, ubicado en el espacio del antiguo Parque Urbano do Tejo e do Trancão, es un complejo al aire libre ubicado en la parroquia del Parque das Nações, en Lisboa, inaugurado en agosto de 2023, con motivo de la Jornada Mundial de la Juventud 2023, y está destinado a grandes eventos y festivales.

## Historia
Fue creado a raíz de la Exposición Internacional de 1998, basándose en la idea de restablecer la calidad ambiental frente al río Tajo (en portugués: Tejo).
En 2023, fue recalificado bajo la supervisión del arquitecto António Maria Braga y rebautizado como "Campo da Graça" durante la Jornada Mundial de la Juventud 2023.

## Ornitología
La zona del Parque del Tejo es un excelente lugar para la observación de aves acuáticas en la ciudad de Lisboa. Se pueden observar:
- gaviotas, gaviotas de alas oscuras y patiamarillas, parejas de ánades reales y cercetas, milanos y avocetas;
- Decenas de cormoranes, garzas, espátulas, garzas blancas, fusels, zarapitos y chorlitos grises son comunes en los pilares del puente.